# Copa Barcelona
|  | Per a altres significats, vegeu «Copa Barcelona de waterpolo femení». |

La Copa Barcelona és una competició de futbol que entre l'any 2004 i el 2006 es va disputar a un sol partit entre la Unió Esportiva Sant Andreu i el Club Esportiu Europa. A més del partit entre els dos primers equips es realitzava un partit entre penyes d'ambdós clubs. La competició es va deixar de jugar arran dels incidents al públic en un partit de lliga el 2007, i les relacions es van normalitzar en 2011 quan l'Europa va convidar al Sant Andreu al Trofeu Vila de Gràcia.

## Historial
| Any  | Final       | Final            | Final       |
| Any  | Local       | Resultat         | Visitant    |
| ---- | ----------- | ---------------- | ----------- |
| 2004 | Europa      | 0 - 0 (4 - 1) pp | Sant Andreu |
| 2005 | Sant Andreu | 2 - 2 (0 - 3) pp | Europa      |
| 2006 | Europa      | 2 - 1            | Sant Andreu |